# Antun od svete Ane Galvão
Sveti Antun od svete Ane Galvão (Guaratinguetá, 1739. – São Paulo, 23. prosinca 1822.), brazilski katolički svećenik, svetac i franjevac. Na rođenju je dobio ime Antun Galvão.

## Životopis
Rođen je u Guaratingueti u brazilskoj državi São Paulo. Njegova obitelj bila je dobrostojeća. Njegova majka bila je unuka poznatog istraživača po imenu Fernão Dias Pais. Antun je imao devet braće i sestara. U dobi od 13 godina započeo je pohađati isusovački kolegij u Cachoeiri. Želio je postati isusovac, ali dogodio se progon isusovaca, pa je prešao u franjevački samostan. Položio je redovničke zavjete 16. travnja 1761. Uzeo je redovničko ime: Antun od svete Ane, jer je njegova obitelj njegovala pobožnost prema sv. Ani.
Dana 9. ožujka 1776. Preporučio se Gospi i napisao o tome dokument, koji je zapečatio vlastitom krvi. Bio je propovjednik i ispovjednik. Ispovijedao je u zajednici djevojaka posvećenoj sv. Tereziji Avilskoj u São Paulu, koje su nastojale živjeti pobožnim životom bez ulaska u redovničku zajednicu. Tamo je susreo časnu sestru Helenu Mariju od Duha Svetoga, koja mu je rekla, da je imala viziju, u kojoj joj se Isus obratio s molbom, da osnuje novu vjersku zajednicu za te djevojke. Antun je smatrao, da je vizija istinita. Nastala je Družba Gospe Bezgrešnog Začeća Božje providnosti 1774. godine. Antun je pomagao u vjerskom životu Družbe, a kasnije je postao upravitelj. Zgrada Družbe kasnije se nadograđivala, a danas je pod zaštitom UNESCO-a i poznata kao Samostan svjetlosti.
Vodio je novincijat u Macacu 1781. godine. Bio je gvardijan franjevačkog samostana sv. Franje u São Paulu u dva navrata. Kasnije je bio definitor provincije. Godine 1811., ustanovio je samostan sv. Klare u Sorocabi u São Paulu. Brinući se za prognane i siromašne, osobito za pogrešno osuđene na smrt, živio je jedno vrijeme u progonstvu, jer se lokalni guverner nije slagao s njegovom radom. Antun je bio štovatelj Bezgrešnog začeća, puno prije proglašenja katoličkom dogmom. Poznat je kao svetac kojemu se pridaju mistični fenomeni kao što su: telepatija, predviđanje i bilokacija. Čudotvorno je uspješno liječio bolesne. Nakon smrti, prvi je Brazilac koji je proglašen blaženim i svetim. Papa Ivan Pavao II. proglasio ga je blaženim 25. listopada 1998., a papa Benedikt XVI. kanonizirao ga je 11. svibnja 2007., prilikom svog posjeta Brazilu. 